# Libera
Libera (conocidos en sus inicios como St. Philip's Boy Choir, y hasta 1997 como Angel Voices) es un grupo coral juvenil inglés, fundado por Robert Prizeman, y actualmente dirigido por Sam Coates, cuyo sonido se caracteriza por integrar diversos géneros musicales (coral, clásico, jazz, new age, pop) en texturas polifónicas que combinan fragmentos corales con solos, dúos o tríos. Ofrece conciertos de modo regular en diversos países de Europa, América y Asia. Ha publicado casi una treintena de álbumes, incluyendo álbumes de estudio, en directo y recopilatorios, algunos de los cuales han acaparado los primeros puestos en las listas de ventas en países como Japón y el Reino Unido. También ha grabado diversos videoclips, además de colaborar en otros proyectos y bandas sonoras de películas, con artistas como Hans Zimmer, Brian Wilson (de los Beach Boys) o Elton John.
El estilo musical de Libera parte de la tradición coral clásica de voces blancas e incorpora nuevos sonidos, texturas musicales y estilos en muchos de sus temas, por lo que podría ser calificado como eclecticismo o poliestilismo. En las reseñas profesionales, a menudo aparece como crossover clásico o neoclásico.
Aunque la mayoría de los niños proceden del coro de la parroquia anglicana de St. Philips (Norbury, sur de Londres), el proyecto ha ido acogiendo a niños de diversas procedencias, estratos sociales y confesiones. En 1999 adoptan el nombre de Libera, que había sido el título de una canción compuesta por Prizeman y publicada como sencillo en 1995, la cual se inspira en el Libera Me, un fragmento de la Misa de Réquiem en latín. 
Libera se erigió como organización benéfica en 2007. Define su finalidad como "ofrecer a chicos de cualquier procedencia, con las dotes necesarias, la oportunidad de prepararse como vocalistas". Los miembros no reciben retribución económica, el dinero se invierte en su formación y en cubrir los gastos de las giras. En 2014 se formó una filial en los Estados Unidos.
Libera cuenta aproximadamente con 40 niños de entre siete y dieciséis años, incluyendo a los muchachos nuevos que todavía no están preparados para participar plenamente en discos o giras. Además de los álbumes, giras y apariciones en televisión, muchos de los niños de Libera siguen formando parte del coro parroquial.
Su álbum Beyond se publicó el 12 de octubre de 2018 y un año más tarde, en noviembre de 2019, lanzaron Christmas Carols with Libera. Para octubre de 2021 se estrenaba If, en 2023 Forever y en octubre de 2024 se anunciaba Dream.

## Historia
La parroquia de St. Philips de Norbury posee una larga tradición coral. En 1970, el joven Robert Prizeman, que se había unido al coro dos años antes, recibe el encargo de dirigir el coro infantil a la edad de 18 años. En ese momento, el coro contaba con unos pocos miembros y no era muy activo, pero, poco a poco, Prizeman iría formando un grupo cada vez más amplio, dada su habilidad para entrenar las voces de chicos que aparentemente no tenían talento. En 1981, uno de esos jóvenes, Andrew Hopkins, fue nombrado British Chorister of the Year, y poco después, aparece en un programa televisivo de la BBC acompañado por George Thalben-Ball al órgano.
No sería la última aparición de un componente del coro en TV. En 1984, el cantante inglés de post-punk Sal Solo solicitó la colaboración del coro para uno de sus temas, "San Damiano". Por su parte, la BBC se fijará en el talento de Prizeman, a quien ficharán en 1985 como asesor musical del programa Songs of Praise, del que terminará siendo director musical. La presencia de los chicos en este espacio se volverá asidua. En sus actuaciones, se pueden apreciar ya algunos de los rasgos característicos (coreografía, introducción de sonidos contemporáneos) que más tarde encontraremos en Libera, y que forman parte de su idiosincrasia. También irán haciendo apariciones en otros programas. 
Al principio, estas actividades crearon cierto dilema entre las autoridades de la parroquia, pues iban más allá del ámbito propio de los servicios religiosos, pero pronto se darán cuenta de las ventajas que tenían tanto para los chicos como para la iglesia. De esta manera, en 1987 deciden que los chicos que participaran en esas actividades (no todos elegían esta opción) recibirían el nombre de "Angel Voices". Ese mismo año, graban su primer sencillo Sing For Ever, al que le seguiría Adoramus al año siguiente. En 1988, el coro graba su primer álbum comercial, Sing For Ever, bajo el nombre de St. Philip's Choir. La BBC eligió el tema que da título a este álbum para el teletón Children in Need.
Su segundo álbum, New Day, fue lanzado en 1990, y fue el primero en el que usan públicamente el nombre de Angel Voices. Durante los años noventa, tanto "St. Philip's Boy Choir" como "Angel Voices" son las denominaciones que recibe el coro en diversas referencias. 
Angel Voices fue su tercer álbum, publicado en 1992 y reeditado en 1993 con el nombre de St. Philip's Boy Choir. A este disco le seguirían Angel Voices 2 (1996) y Angel Voices 3 (1997), bajo el sello discográfico MCI.
En 1995, Robert Prizeman había editado un CD titulado Libera que contenía siete remezclas de una composición original. Las cuatro primeras pistas contaban con el joven Daren Geraghty como solista principal. Poco después, el coro interpreta el tema –que también publicarían como sencillo– en el programa de TV Sunday Live con el título de "De Profundis", dándose a sí mismos el nombre de Libera, aunque no serán oficialmente reconocidos con ese nombre hasta el lanzamiento del álbum Libera, publicado por Warner Classics en 1999 y que incluye doce temas distintos, entre ellos el sencillo citado. El siguiente álbum de estudio, Luminosa, será publicado en 2001, y en 2003, Warner Classics publica un doble CD titulado Complete Libera que incluye los discos Libera y Luminosa. 
En 2004, Libera firma un contrato con EMI. Su primer álbum con este sello fue Free, al que siguieron Visions (2005) y Angel Voices (2006). Este último fue nominado a Álbum del Año por el Classical Brit Awards, y contiene el éxito "Far away" compuesto por Takatsugu Muramatsu, canción que alcanzó celebridad en Japón como tema de la serie Hyouheki de NHK, y cuyo lanzamiento mundial se convirtió en un «hot topic».
En 2007, Libera se erige como organización benéfica bajo la guía de Steven Philipp, padre de uno de los solistas del coro, y a partir de entonces se intensifica su actividad y su presencia en los medios. Ese año ofrecen sus dos primeros conciertos abiertos al público en Holanda, en los que incluyeron algunos de sus temas más célebres. Consistió en una doble actuación de entrada libre, que posteriormente se editarían como DVD bajo el título de Angel Voices: Libera in Concert, con actuaciones memorables de Tom Cully, Josh Madine, Ben Philipp y Ed Day (entre otros), y la participación de antiguos coristas como Steven Geraghty en la instrumentación y Ben Crawley como técnico de sonido, además de la colaboración de Fiona Pears al violín.
En 2008 publican New Dawn, su noveno álbum de estudio, y en diciembre de ese año lanzan un doble CD recopilatorio titulado Eternal (The best of Libera), que contiene 26 pistas de sus álbumes anteriores y seis nuevas canciones, y que se posiciona en el número 2 de las listas oficiales de música clásica del Reino Unido. El 30 de enero de 2009 pasan a estar presentes en YouTube (16 años más tarde, tan solo su canal oficial, superaba los 201 millones de visualizaciones y los 631 mil suscriptores).
Su décimo álbum, Peace, vio la luz en 2010, y en noviembre de 2011 editan Libera: The Christmas Album. Ese mismo año, se publica un EP titulado Song of Life (生命の奇跡 Seimei no kiseki?) de edición limitada en Japón (país en el que tienen un importante núcleo de seguidores), que alcanza el número 1 en la Billboard Classical Japan.
En agosto de 2014 ofrecen un concierto en Washington D. C. que será retransmitido como especial de la televisión pública americana con el título de Angels Sing: Libera in America, y posteriormente lanzado como CD y DVD en 2015.
En los años que siguen, continúan con sus giras por países asiáticos, europeos y americanos, incluyendo su primer concierto en Moscú; aparecen en los medios, realizan vídeos promocionales y editan varios álbumes recopilatorios, pero no será hasta 2017 cuando saquen un nuevo disco, Hope. Durante el verano de 2018 vuelven a EE. UU., y después de la gira, lanzan Beyond en octubre, además de viajar a Japón (21-26 de octubre). En diciembre regresan a Moscú. La gira americana se repite entre el 26 de julio y el 6 de agosto de 2019 en diferentes emplazamientos: catedral de San Pablo (Minesota); catedral basílica de San Luis (Misuri); en Oklahoma City; en Westlake Village (California) y en la catedral de Cristal; y la nueva gira por Japón les lleva a Tokio y Osaka (21-25 de octubre de 2019). Finalmente, el 15 de noviembre de 2019, lanzan el álbum Christmas Carols with Libera y despiden el año 2019 con dos videoclips: el de una nueva interpretación de Carol of the Bells, que en muy poco tiempo es visualizado más de 3 millones de veces, y el de Sing Lullaby (The Infant King), para los que utilizan la Iglesia de San Agustín, situada en el norte de Londres.
Durante el 2020 su actividad, como otras, quedó afectada por la pandemia del COVID-19. Tuvieron que posponer el concierto programado para el 6 de junio en la catedral de Ely pero ofrecieron al público un mini concierto que se mostró en línea. Posteriormente unieron sus voces a la canción de campaña If the Kids are United contra el acoso escolar y, el 6 de diciembre, pudieron ofrecer dos conciertos en St John’s Smith Square con los que cerraron el año.
El 13 de septiembre de 2021 se comunicaba el fallecimiento de Robert Prizeman: «Con gran tristeza anunciamos la muerte de Robert Prizeman, nuestro querido fundador y Director Musical. Robert falleció pacíficamente el miércoles 8 de septiembre, después de haber estado enfermo durante algunos meses».
En 2022 (21 de mayo) programaron un nuevo concierto en la catedral de Ely, otros dos en la Iglesia de San Bartolomé (St Bartholomew’s Church) de Brighton y en la Catedral de Chichester (29 y 30 de julio respectivamente), y finalmente el de St John’s Smith Square (4 de diciembre de 2022).
Tras una larga pausa forzada el grupo reemprende sus giras internacionales en 2023: en abril en Corea del Sur, para el verano su regreso a grandes ciudades de los Estados Unidos y en octubre en Japón.
En 2024 ofrecen conciertos en las catedrales de Ely (8 de junio), Chester y Lincoln (27 y 30 de julio), repiten gira en Japón (Tokio y Osaka) entre finales de octubre y el 1 de noviembre, y lanzan Dream.

## Género y estilo musical
Libera posee un sonido distintivo. 
Partiendo de la tradición coral clásica de voces blancas, la música de Libera incorpora una variada gama de instrumentación que tiene siempre como finalidad servir de apoyo y resaltar las voces de los coristas, lo que da lugar a texturas novedosas a veces difíciles de clasificar dentro de un solo género. Algunos temas son cantados exclusivamente a capela, pero la mayoría incluye instrumentación clásica y/o moderna, haciendo un acertado uso de la electrónica. Hay canciones de corte claramente clásico, otras se acercan más al new age, al folk o al pop. 
En cuanto al estilo, a menudo aparecen dentro del crossover clásico o neoclásico. En ocasiones combina canto gregoriano con composiciones clásicas de autores como Debussy, Beethoven y Pachelbel, junto a ritmos y sonidos contemporáneos, aunando diversos estilos de modo trasversal. Algunos de sus temas, como "Sanctus" o el mismo "Libera", conocen diversas versiones incluidas en los distintos álbumes. Canciones de autores modernos, como la pieza de Jazz de Louis Armstrong "What a Wonderful World" o el tema "Orinoco Flow" de Enya, han sido arregladas por Prizeman para ser interpretadas por Libera.
Todos los cantantes son chicos, la mayoría con voz soprano, corriendo los registros más bajos a cargo de los de 10 a 12 años. Casi todas las canciones, con texturas polifónicas y que suelen alternar fragmentos corales con solos, dúos o tríos, son composiciones originales de Robert Prizeman o nuevos arreglos de temas clásicos y contemporáneos. Prizeman a menudo compone y arregla las piezas pensando en un solista concreto, para enfatizar la variedad de características y cualidades de cada voz. Sus composiciones incorporan texturas innovadoras, solos meditativos y harmonías corales eufóricas y vibrantes que se amoldan al rango completo de las voces de los chicos. 
Buena parte de las letras de las canciones de Libera provienen de himnos tradicionales, la liturgia latina y canciones contemporáneas (Brian Wilson, Billy Joel, Enya...). También incluye letras de poemas y letras originales. Así, en We are the Lost usa letras de los poemas "In Flanders Fields" (de John McCrae) y "For the Fallen" (de Laurence Binyon), además de una estrofa del himno inglés "O God, Our Help in Ages Past" de Isaac Watts. La mayoría de letras originales de Libera han sido escritas por Prizeman. También encontramos aportaciones de otras personas, como los antiguos solistas del grupo, Steven Geraghty y Ben Crawley.
Libera muestra una gran variedad en la instrumentación. Robert Prizeman, Ian Tilley (otro de los antiguos solistas) y Steven Geraghty tocan el teclado electrónico, el piano y el órgano. Steven Geraghty también toca el clarinete en Free, Visions y Angel Voices, y la percusión en Visions y Angel Voices. En todos los álbumes publicados con EMI, Fiona Pears toca el violín. Angel Voices: Libera in Concert cuenta con el acompañamiento de Il Novecento Orchestra, mientras que la Orquesta Filarmónica de la Ciudad de Praga participa en New Dawn.

## Discografía

### Álbumes
- 1988: Sing for Ever
- 1990: New Day
- 1992, 1993: Angel Voices
- 1996: Angel Voices 2
- 1997: Angel Voices 3
- 1999: Libera
- 2001: Luminosa
- 2003: Complete Libera, doble-CD que contiene "Libera" y "Luminosa"
- 2004: Free
- 2005: Visions
- 2006: Welcome to Libera's World, solo en Japón. La mayor parte de los títulos están tomados del álbum anterior, salvo "Far Away."
- 2006: Angel Voices
- 2007: Angel Voices: Libera in Concert
- 2008: New Dawn
- 2010: Peace
- 2011: Libera: The Christmas Album
- 2011: Song of Life (EP, editado solo en Japón)
- 2013: Angels Sing: Christmas in Ireland
- 2015: Angels Sing: Libera in America
- 2016: Libera at Christmas (EP)
- 2017: Hope
- 2018: Beyond[10]
- 2019: Christmas Carols with Libera
- 2021: If
- 2023: Forever
- 2024: Dream

### Sencillos
- 1987: Sing Forever
- 1988: Adoramus
- 1995: Libera
- 1999: Salva Me
- 2008: Love and Mercy
- 2010: Lead, Kindly light
- 2015: What a Wonderful World
- 2015: America the Beautiful
- 2017: The Moon Represents My Heart

### Música de películas
- 1995: Doce monos[cita requerida]
- 1997: Romeo + Juliet[cita requerida]
- 1998: Cousin Bette
- 2001: Hannibal
- 2005: El mercader de Venecia
- 2011: The Greatest Miracle
- 2021: Home Sweet Home Alone

### Colaboraciones con otros artistas
- 1985: Heart & Soul, de Sal Solo (como St. Philip's Choir en la canción «San Damiano»)[29]
- 1990: Christmas Wrapping, de Tony Robinson
- 1994: The Christmas Album, Vol 2, de Neil Diamond
- 1997: The Big Picture, de Elton John (acreditados como "Angel Voices Choir" en la canción «Live Like Horses»)[30]
- 2002: Aled, de Aled Jones

– ICO: Melody In The Mist, de Michiru Oshima (acreditado Steven Geraghty como voz principal en el tema «Ico - You Were There»)
- 2003: Higher, de Aled Jones
- 2004: The Christmas Album, de Aled Jones
- 2006: «Far Away», tema principal de la serie televisiva Hyouheki, con Takatsugu Muramatsu
- 2008: Love and Mercy, con Brian Wilson
- 2013: "In the bleak Midwinter", con Susan Boyle.

## Videografía

### DVD
- 2007: Angel Voices: Libera in Concert (DVD). Concierto en St. Pieterskerk (Leiden, Holanda)
- 2013: Angels Sing: Christmas in Ireland (DVD).
- 2015: Angels Sing: Libera in America (DVD).

### Videoclips
- 1995: Libera (De Profundis), en Sunday Live (TV)
- 2001: Salva Me, en Blue Peter (TV)

—Vespera
- 2005: We are the Lost[33]
- 2008: You Were There[34]
- 2009: Stay With Me[35]

—Voca Me
—I am the Day
—Far Away
- 2010: Time[39]

—Eternal Light
- 2011: O Sanctissima[41]

—Song of Life
—Eternal Light
—Carol of the Bells
—O Holy Night
—Still, Still, Still
- 2012: How Shall I sing that Majesty[47]
- 2015: What a Wonderful World[48]
- 2017: Smile[49]

—Salve Regina
- 2018: In Paradisum[51]

—Lacrymosa-II
- 2019: Carol of the Bells[53]

—Sing Lullaby (The Infant King)
- 2020: Total Praise[55]

—O For The Wings 
- 2021: If [57]

—Sing for our World (Nusantara) 
—Once an Angel 
—Cum Dederit 
- 2023: Love Shine a Light [61]

—Ave Verum by Albinoni (Adagio in G Minor) 
—Kizuna Forever 
—The Lighthouse (El Faro)
- 2024: When I Am Laid In Earth (Dido's Lament) [65]

### Otros
- 2015: What a Wonderful World. Actuación en vivo, en QVC UK (TV).[66]

## Apariciones en televisión
En sus inicios, como Angel Voices, el grupo hizo frecuentes apariciones en la televisión de Reino Unido, sobre todo en la BBC. En 1992 aparecen en el programa Titchmarsh on Song, y en 1993, en Thora on the Straight and Narrow, que los introdujo a un público más amplio. En él presentaron por primera vez el tema "De Profundis", precursor de la canción "Libera". En 1994 cantaron en un episodio de la serie Poirot.
Durante los primeros años como Libera, su presencia en televisión fue escasa. Más tarde, tras erigirse en organización benéfica y contando con el apoyo de un grupo de padres y madres de los miembros del coro, comienzan a organizar conciertos de modo regular (unos tres al año) e irrumpen de nuevo en el panorama televisivo. Realizaron numerosos vídeos musicales para los programas Songs of Praise (del que Prizeman había pasado a ser director en 1985) y Classic FM TV, y aparecieron como invitados en GMTV, Blue Peter, Sunday Live, Christmas Cooks, Top of the Pops, Wogan y Last Choir Standing.
En 2003, Libera interpretaron en un episodio de la versión británica de la serie This is your Life, para el invitado Aled Jones, y en febrero de 2007, participaron en el concurso televisivo When Will I Be Famous presentado por Graham Norton en BBC One, resultando ganadores y siendo invitados para la semana siguiente. También dieron el salto a las televisiones de Japón y Corea. 
Los días 30 y 31 de mayo de 2007, Libera celebró dos conciertos en la Iglesia de San Pedro –o Pieterskerk– de Leiden (Países Bajos), retransmitidos por varios canales de la televisión americana, que ofreció un especial titulado Angel Voices: Libera in Concert, y posteriormente publicado por EMI en DVD y CD. El DVD incluye un reportaje, "Libera in Their Own Words", que incluye entrevistas con algunos de los chicos.
El 15 de diciembre de 2011, Libera canta "Carol of the Bells" en el show televisivo Live with Gabby después de una entrevista con tres de los chicos.

## Conciertos y actuaciones

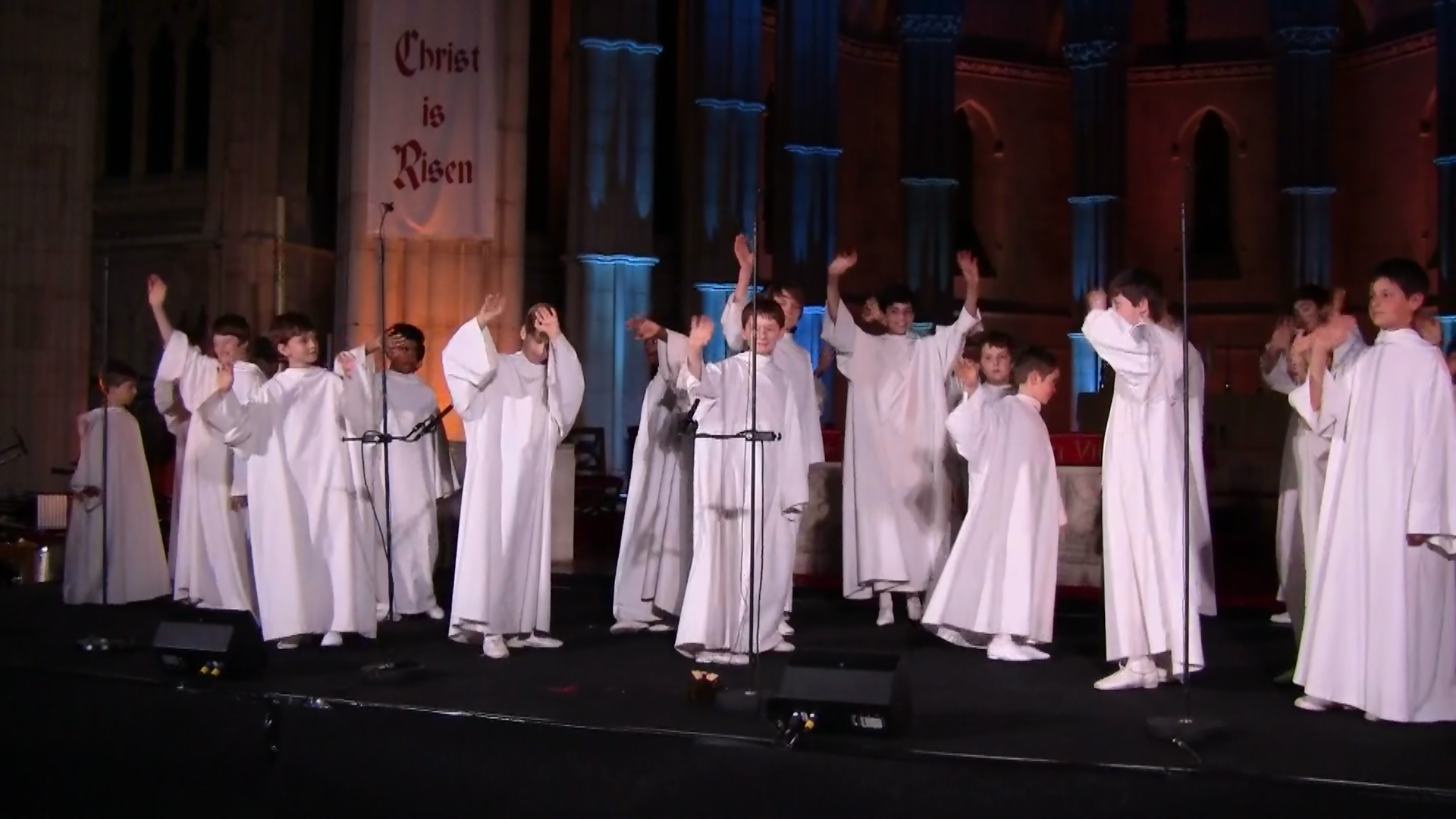
Actuación de Libera en Arundel, mayo de 2014.

Desde que se convirtieron en sociedad benéfica, Libera ha realizado numerosos conciertos y giras, así como diversas actuaciones en televisión y radio.
2007
- Libera gana un episodio del talent show de la BBC When Will I Be Famous?, por el que recibieron 10 000£.[73]
- Libera ofrece dos conciertos de entrada libre en St. Pieterskerk (Leiden, Holanda), editados posteriormente como el DVD Angel Voices.[20]
- Libera interpreta la canción de Brian Wilson Love and Mercy en la Kennedy Center Honors.

2008
- Summer Tour 2008 – Gira por EE. UU., a uno de cuyos conciertos asistió Benedicto XVI durante su visita a América.[74]
- Libera aparece en la televisión británica con Aled Jones en un especial de Navidad, posteriormente editado en DVD.[75]

2009
- El programa de la BBC Songs of Praise emite un programa enteramente dedicado a Libera el 25 de enero de 2009.[76]
- Apariciones promocionales en la televisión japonesa.
- Conciertos en la St. Phillip's Church, Norbury (Londres) y catedral de Arundel (Reino Unido).
- Spring Tour 2009 – Conciertos en EE. UU.
- Summer Tour 2009 – Conciertos en Belfast, Dublín (National Concert Hall) y Edimburgo.
- Autumn Tour 2009 – Conciertos en Filipinas.

2010
- Spring Tour 2010 – Japón, Corea y Filipinas. Debido a la erupción del Eyjafjallajökull, el vuelo fue cancelado y los chicos se vieron obligados a regresar a Europa por tierra y mar.
- Concierto en la Catedral de Arundel, Reino Unido.
- Summer Tour 2010 – Conciertos a través del sur de EE. UU.
- Autumn Tour 2010 – UK Concert Tour – Clifton Cathedral, Bristol – Chester Cathedral, Chester – St. George's Cathedral, Londres – Beverley Cathedral, Yorkshire.
- Aparición en Songs of Praise interpretando "Eternal Light".[77]
- Apariciones varias en la televisión británica, incluyendo los programas "Christmas Cooks", "This Morning", y BBC "Breakfast".

2011
- Concierto en Epsom Playhouse, Reino Unido.
- Spring Tour 2011.
- Conciertos en Canadá.
- Summer Tour 2011 – EE. UU. – Conciertos y apariciones en TV.
- Grabación del Concierto del 50 Aniversario de "Songs of Praise" en Alexandra Palace, Londres, emitido en BBC1 el 2 de octubre de 2011.[78]
- Filipinas 2011 - octubre: Manila y Cebú.
- Concierto en la St. George's Cathedral, Lambeth, Londres, 25 de noviembre de 2011, con 34 chicos sobre el escenario.[79]
- Aparición en Songs of Praise interpretando "Still, Still, Still".[80]
- Apariciones en la TV británica incluyendo "Live with Gabby" en Channel 5, y "This Morning" (ITV).[81]
- Aparición en la BBC Radio 2, en el show navideño "Chris Evans".[82]

2012
- Aparición en Songs of Praise interpretando "How Shall I Sing That Majesty".[83]
- Spring Tour 2012 – Conciertos en Singapur y Tokio (Japón).[84]
- Concierto en la catedral de Arundel.[85]
- Grabación promocional para la TV japonesa, filmada en All Saint's Church, West Dulwich, Londres.[86]
- Summer Tour 2012 – Channel Islands – Jersey y Guernsey. Cuatro conciertos entre el 1 y el 8 de agosto de 2012.[87]

2013
- Abril: conciertos en la isla de Taiwán y en Corea del Sur.
- Mayo: catedral de Guildford.
- Agosto: Catedral de San Patricio (Armagh).
- Filipinas 2013 - octubre: Manila y Cebú.

2014
- Abril: EE. UU.: Morristown (Nueva Jersey) y Nueva York.
- Mayo: catedral de Arundel.
- Agosto: Basílica del Santuario Nacional de la Inmaculada Concepción (Washington D. C.)[88]

2015
- Concierto en la Casa Internacional de la Música de Moscú, Rusia.[89]
- Spring Tour – Gira por EE. UU (Boston, San Antonio, Chicago y Atlanta).
- Catedral de Guildford (mayo) y catedral de Exeter y Christchurch Priory en julio.
- Japón 2015: Universal Studios Japan (agosto); y Osaka y Tokio (diciembre de 2015).

2016
- Filipinas 2016 - febrero: Manila y Cebú.
- Corea del Sur (marzo-abril): Suwon, Seúl, Icheon y Daejeon
- Europa continental: Plaza del Mercado de Cracovia (Polonia) y Vallendar (Alemania).
- Diciembre: Catedral de San Jorge (Southwark), Londres.

2017
- Japón 2017 - mayo y junio: en Osaka y Tokio.
- Libera USA Tour 2017 - julio y agosto: Garden Grove y Westlake Village, Houston, Tulsa, St. Louis.[90]
- China, octubre de 2017: Wuxi Grand Theatre y Shanghái.
- Catedral de Westminster, Londres, diciembre de 2017 (había sido programado originalmente para la Catedral de San Jorge).[90]

2018
- Libera USA Tour 2018 - julio y agosto: San Antonio –Tobin Center– y Plano (Dallas), Texas; San Francisco, catedral de Nuestra Señora de los Ángeles[91] y Garden Grove (California).
- Concierto en Moscú (28-12-2018).
- Libera en Japón 2018 - octubre: Tokio, Nagoya y Osaka.

2019
- Filipinas 2019 - febrero: Manila (Meralco Theater) y Cebú (Waterfront Hotel).
- Libera USA Tour 2019 - julio y agosto: catedral de San Pablo (Saint Paul, Minesota); catedral basílica de San Luis (Misuri); Oklahoma City; Westlake Village (California) y en la catedral de Cristal (Garden Grove, California).
- Libera en Japón 2019 - octubre: Tokio y Osaka.

2023
- Corea del Sur 2023 - abril: Sejong Art Center; Incheon Cultural & Arts Center y Iksan Arts Center.
- Actuación en el festival musical de Hibiya (Tokio, 3 de junio)
- Libera USA Tour 2023 - julio y agosto: Basílica del Santuario Nacional de la Inmaculada Concepción (Washington D. C.); Riverside Church (Nueva York); Grace Cathedral (San Francisco) y Bel Air Church (Los Ángeles, California).
- Libera en Japón 2023 - octubre: Osaka, Yokohama y Tokio (Line Cube Shibuya).

## Algunos solistas principales
Liam O’Kane
Se unió al St. Philip’s Boy Choir en 1993, cuando tenía 8 años. Junto a Adam Harris, Steven Geraghty y Alex Baron, fue uno de los principales solistas en la segunda mitad de los 90s. Aparece en diversos vídeos del coro, y con él estuvo en varios programas de TV, incluidos Songs of Praise, GMTV y Thora on the Straight and Narrow. Permaneció en el grupo hasta 2001. Después, ha seguido dedicándose a la música y ha tocado en varios grupos, entre ellos, uno llamado Jimmy the Squirrel. Define su sonido actual como parecido a "The King Blues, con algo más de ska y menos de punk".
Steven Geraghty
Nacido en 1987, se unió a Angel Voices cuando solo tenía siete años, siguiendo los pasos de su hermano Daren (quien es la voz principal del primer videoclip que lanza el coro usando el nombre de Libera: De Profundis, 1995). Se convirtió así en la voz más joven del coro, permaneciendo en él en torno a diez años. Fuera de Libera, interpretó el tema "You Were There", incluido en el álbum Melody in the Mist de la compositora japonesa Michiru Ōshima para la banda sonora del videojuego Ico (2001).
Actualmente es compositor, cantante y director musical; ha sido coautor de varios musicales y ha participado en bandas sonoras, además de seguir colaborando con Libera en la instrumentación y producción musical.
Ben Crawley
Una de las voces principales de Libera en la transición del siglo XX al XXI. Cantando para el coro realizó grabaciones con Aled Jones, puso voz a la banda sonora de la película The Snow Queen (2005) y participó también en El mercader de Venecia (2004). Posteriormente, estudió música y se graduó en la Universidad de York. No abandonó Libera, sino que siguió trabajando para el grupo como técnico de sonido, y colaboró en la composición de algunas letras, como “Always with You” Como director de coro, participa en proyectos educativos. Como compositor, está especialmente interesado en la música a capela contemporánea. Actualmente, utiliza como nombre artístico “Ben See”. En 2014, llegó a ser el segundo director musical de la desaparecida compañía de sonido digital Euphonix.
Thomas Cully
Tom nació en 1994. Su primera aparición pública con Libera fue en 2002, cantando un solo dentro de “There is a Green Hill” cuando contaba todavía con 7 años. Corren a su cargo buena parte de las notas más altas en el álbum Free (2004), donde destaca, entre otras, un do increíblemente alto al final del tema “I Am The Day”. Con el paso de los años, su voz se volvió incluso más prominente. Fuera de Libera, Tom ha cantado para un episodio de Foyle's War y grabó diversas pistas el álbum Silence, Night and Dreams (2007) del compositor polaco Zbigniew Preisner. Actualmente desarrolla una carrera musical bajo el nombre artístico de Jamie Isaac.
Joshua Nathan Madine
Conocido como Josh, nace en 1994 y se une al coro en 2005. Uno de sus rasgos personales más característicos es la amplia sonrisa que ofrece siempre en las actuaciones. A partir de 2006, canta diversos dúos, tríos y solos. Estando en el grupo, se interesó por la producción musical y aprendió a tocar diversos instrumentos y a componer música (incluido rock). Le gustaba ayudar en la formación de los nuevos. Después de dejar el coro, siguió colaborando con Libera, y ha participado en algunas de sus giras por América tocando el piano. Su hermano Matthew también formó parte del coro.
Benedict Philipp
Hijo de Steve Philipp (1962-2017) nació en 1996 y se unió a Libera poco después de cumplir los 10 años, a principios del 2006. Tuvo su primera actuación en mayo, cantando "Sempiterna", tema del álbum Songs of Praise. Conocido como mini-Ben (para diferenciarlo de Ben Crawley, con quien coincidió cuando este era técnico de sonido), canta más de 10 solos, incluyendo "Lacrymosa" y "Going Home", con Josh Madine y Tom Cully.
Isaac London
Entra en Libera a los siete años. Su fuerte voz de soprano lidera buena parte de los temas en la segunda década del siglo XXI. Buen ejemplo de ello son "Sancta Will Find You" (2015), "Angel" (2017) o la interpretación que lleva a cabo del clásico irlandés Danny Boy a cappella en el concierto de la Catedral de Guildford en 2015.

## Otros miembros y colaboradores
Ian Tilley
Músico y productor musical, ha producido o coproducido álbumes para artistas como Aled Jones o Hayley Westenra con discográficas como Universal, Decca, Deutsche Grammophon y Classic FM, y trabaja también para la radio y la televisión. Comenzó su carrera precisamente como cantante de St. Philip's Choir en los años 80s, y a partir de 1993, trabaja junto a Prizeman en la producción de todos los álbumes de Angel Voices y Libera publicados desde entonces. 
Como cantante de St. Philip's Choir, aparece acreditado en los dos primeros sencillos "Sing For Ever" (1987) y "Adoramus" (1988) publicados por el grupo, y en el primer álbum, Sing For Ever. En los álbumes posteriores a 1993, aparece como coproductor, además de correr a su cargo instrumentos como el teclado, la percusión, el órgano y el piano y colaborar en la composición musical y de letras.
Fiona Pears
Violinista que acompaña a Libera en su primer concierto grabado en DVD, Angel Voices: Libera in Concert (2007). Neozelandesa de nacimiento, comenzó su carrera musical a los 12 años, y posteriormente, ganó dos premios nacionales para jóvenes artistas, uno como pianista y el otro como violinista. Más tarde, se adentró en el mundo de la composición.
Tras establecerse en el Reino Unido, trabaja para la orquesta Royal Liverpool Philharmonic y ha grabado para artistas como Hayley Westenra y The Choirboys. También ha interpretado su propia versión de la BSO de La lista de Schindler a petición de la BBC en televisión. Acompaña a Libera en varios conciertos en América y Japón, y aparece acreditada en los álbumes de Libera publicados con EMI.

## Libera Music
En 2016, Libera publica un EP titulado Libera at Christmas bajo su propio sello discográfico, "Libera Music". En realidad, detrás de este nombre está la discográfica independiente londinense "Invisible Hands Music" (IHM), fundada en 1987 por el músico Charles Kennedy, y que ha editado para otros artistas británicos como Miranda Lee Richards, Tangerine Dream o Hugh Cornwell. En los dos últimos álbumes, Beyond (2018) y Hope (2017), aparece acreditada como "Libera Music / Invisible Hands Music".